# Racovăț
Racovăț est un village du district de Soroca, en Moldavie. La commune compte 2 906 habitants. Elle est dirigée par Mihail Mitrofan.